# Анджей Пітинські

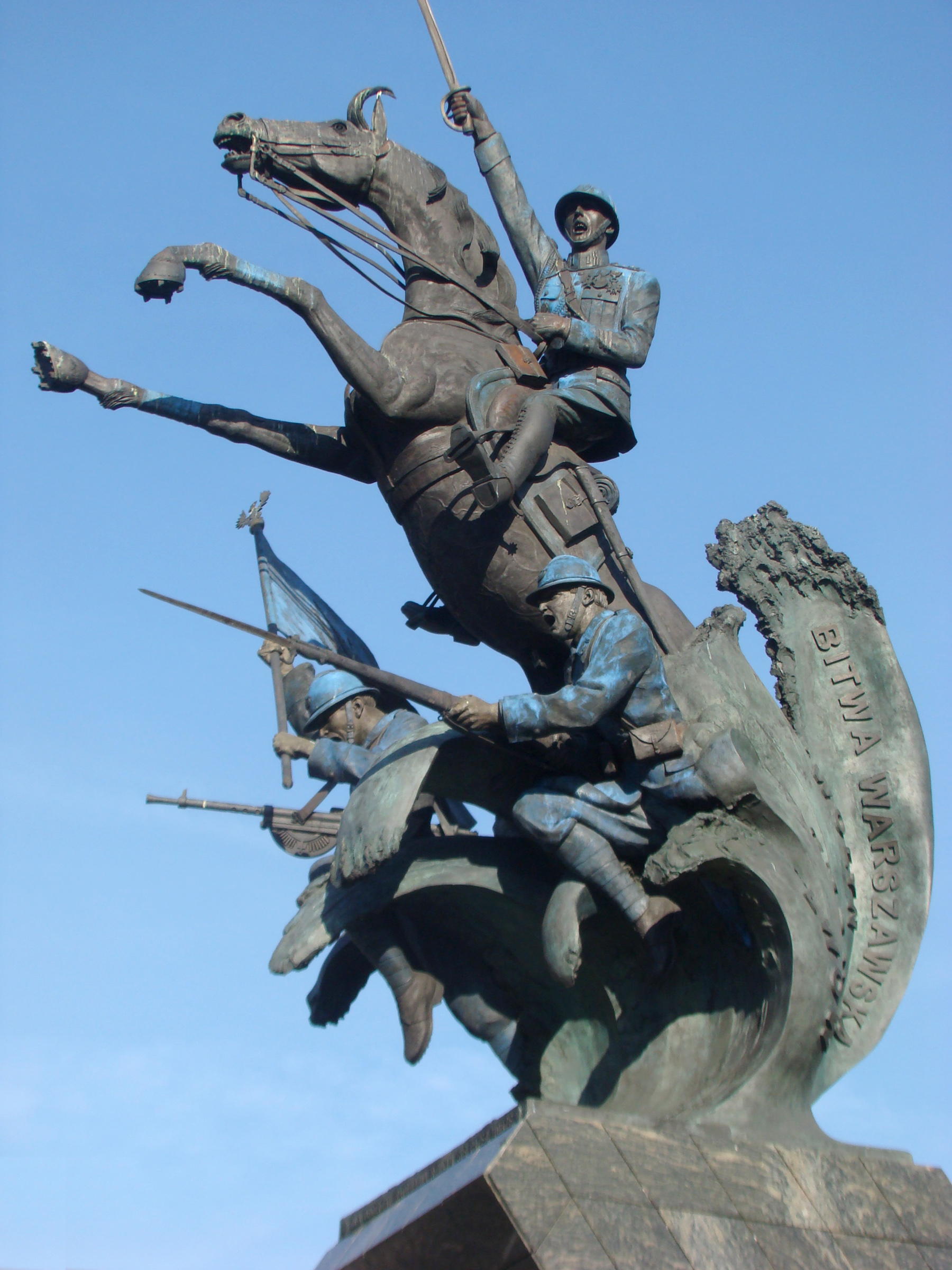
Пам'ятник Польсько-Американської добровольчої армії 1920 р. у Варшаві

Анджей Пітинські (англ. Andrzej Pitynski, 15 березня 1947 — 18 вересня 2020) — польсько-американський скульптор у стилі монументалізм який жив і працював в США. Книга його робіт була опублікована у 2008 році.

## Роботи

### Партизани
У січні 2006 року його скульптура Партизани (1979) була вилучена з рогу вулиць Бікона та Чарльза на Бостон Коммон, де вона стояла з 1983 року. Хоча спочатку вона була призначена для Варшави, робота, яка зображує партизанських польських борців за свободу у Другій світовій війні — в той час у комуністичній Польщі не віталась. 6 вересня 2006 року робота була перенесена на станцію Всесвітнього торгового центру «Срібної лінії» MBTA на набережній Південного Бостона.
Описуючи своїх «Партизанів», Пітинські зазначив, що він присвятив цей пам'ятник усім «Борцям за свободу у світі», і як приклад використав польських партизанів.

### Катинські меморіали
Пітинський працював над низкою робіт, що стосувались катинського розстрілу, включаючи Меморіал Катинь, який стоїть в Джерсі-Сіті, Нью-Джерсі, та Національний Меморіал Катинь, який стоїть у Внутрішній гавані в Балтіморі.

### Меморіал Волинської трагедії
Меморіал жертвам волинської трагедії, замовлений Асоціацією ветеранів армії Польщі в Америці, розроблений Анджеєм Пітінські у 2017 році, після відливання з бронзи буде споруджений у Національному парку пам'яті в Торуні, Польща.

## Анджей Пітинські про пам'ятки
A monument is an expressive symbol. A good one, looked at for even a few minutes will remain in memory for years or even for one's entire lifetime. Monuments are the milestones in a nation's history -- they will not allow other systems and governments to destroy the core values of a national culture.— Andrzej Pitynski